# Babaçulândia
Babaçulândia – miasto i gmina w Brazylii, w stanie Tocantins. Znajduje się w mezoregionie Ocidental do Tocantins i mikroregionie Araguaína, 420 od stolicy stanu, Palmas.